# Lajosforrás
Lajosforrás a Pest vármegyei Szentendre egyik külterületi városrésze, a tágabb értelemben vett Pilis, pontosabban a Visegrádi-hegység erdei között, a Bölcső-hegy oldalában. Nevét a hegytömb legbővebb vizű forrásáról, az itt fakadó Lajos-forrásról kapta. A szentendrei szerbek korábban Dobrá vodának nevezték a forrást, ennek magyarításával jött létre a területre ugyancsak használt Jóvíz-dűlő vagy Jóvízűmajor elnevezés.
Közúti megközelítése: Szentendre központjában a 11-es főútról (Dunakanyar körút) Pilisszentlászló felé kell fordulni az 1116-os útra, majd Izbéget elhagyva arról a Dömörkapu felé vezető 11 113-as útra letérni, végül pedig arról a 11 114-es számú mellékútra kanyarodni, utóbbinak Lajosforrás a végpontja.

## Története
A Bölcső-hegy tömbjében jó néhány forrás fakad, részben szentendrei, részben pomázi területen (pl. Kékvízű-forrás, Háziipari-forrás stb.), ezek közül a legnagyobb vízhozamú mindig is a Lajos-forrás volt, amit ezért már évszázadok óta számon tart a környék lakossága. Egyes hagyományok szerint a forrás neve Nagy Lajos király nevét őrzi, mivel szeretett vadászni ezen a környéken. Valószerűbb verziója a név keletkezésének, hogy a forrás 1908-as foglalásakor az azt elvégző Magyar Turista Egyesület a terület akkori földbirtokosa, báró Podmaniczky Lajos után adta az elnevezést.
Podmaniczkynak nem volt különösebb kifogása a birtokán fakadó forrást és a környező erdei látnivalókat felkereső természetjárók ellen. Később azonban, a két világháború között a környék a sörgyáros Dreher család birtoka lett, melynek tagjai korántsem látták szívesen a turistákat a forrás mellett felépített vadászkastélyuk közelében; ennek volt köszönhető a Csikóváraljai menedékház ekkoriban történt megépítése is, néhány kilométerrel délebbre, már pomázi területen.
A második világháború után azonban állami kézbe került a birtok, majd a Természetbarátok Turista Egyesületének egyik szakosztálya már 1947-ben turistaházzá alakította át a Dreher-kastély egyik melléképületét. 1953-ban pedig menedékház nyílt meg a hajdani vadászkastély átalakításával, a Turistaházakat Kezelő Vállalat (TKV) üzemeltetésében; a menedékházat Ságvári Endréről nevezték el. 1955 májusában buszjárat is indult Szentendréről Lajosforrásra. Miután a TKV 1975-ben megszűnt, különböző üzemeltetők váltották egymást a területen, ami a menedékház színvonalának és állagának apránkénti leromlásával járt. 2005-ben végleg bezárt. Jelenleg (2021-es állapot szerint) a menedékház és a környező néhány kisebb építmény is életveszélyes. Körbekerítve és több helyütt bedeszkázva, pusztuló, romos állapotban várják további sorsukat.

## Kultúrtörténete
- A településrészt övező erdőkben - igaz, már pomázi illetve pilisszentlászlói közigazgatási területeken - történt 1947-ben Magyarország egyik legtöbb emberéletet követelő bűncselekmény-sorozata, a (hivatalosan) valószínűleg azóta is felderítetlenül maradt szentendrei sorozatgyilkosság.
- Cseh Tamás a Tanulmányi kirándulás című dalában emlékezik meg a középiskolai osztálya itteni 1962-es kirándulásának élményeiről.
- A turistaház falán egy 1967-ben felavatott emléktábla őrzi annak emlékét, hogy 1961 szeptemberében, a budapesti Vörös Meteor Sportkör kezdeményezésére ezen a helyen tanácskoztak először a magyar erdészek, vadászok és természetjárók képviselői, és e tanácskozás eredményeként indult meg a következő évtől a hamarosan országos mozgalommá terebélyesedett társadalmi erdei szolgálat.
- A Lajosforrás körüli erdőkről 1989-ben elkészült tájfutó térkép volt az első magyarországi digitális térkép, legalábbis abban a tekintetben, hogy ez olyan, hagyományos ofszetnyomással sokszorosított színes térkép volt, melynél a nyomdakész filmek elkészítése már teljes egészében a digitális technológia igénybevételével (lézerlevilágítóval) készült.[2]

## Képgaléria

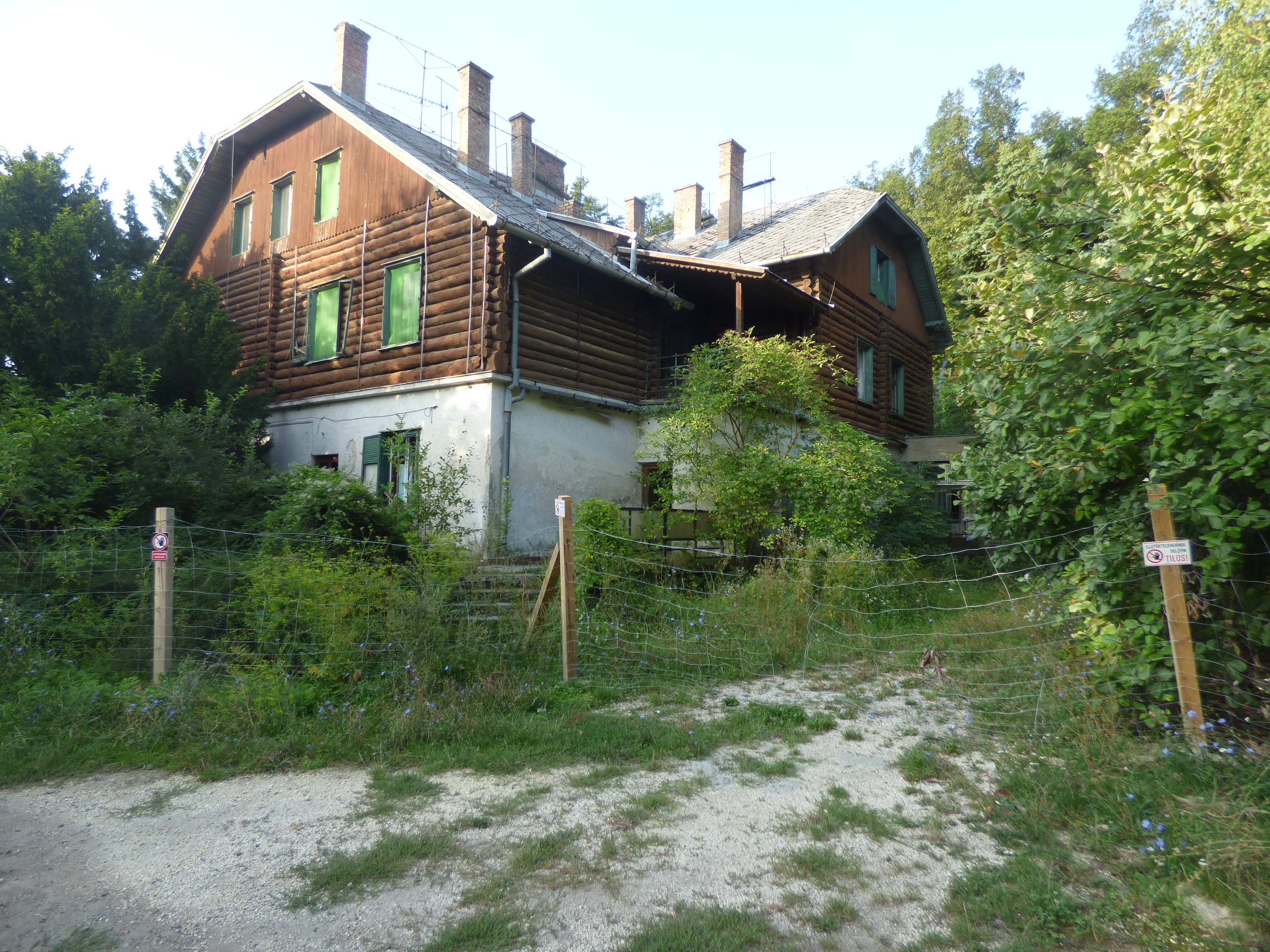
A lajosforrási turistaház hátulról (északnyugat felől) nézve
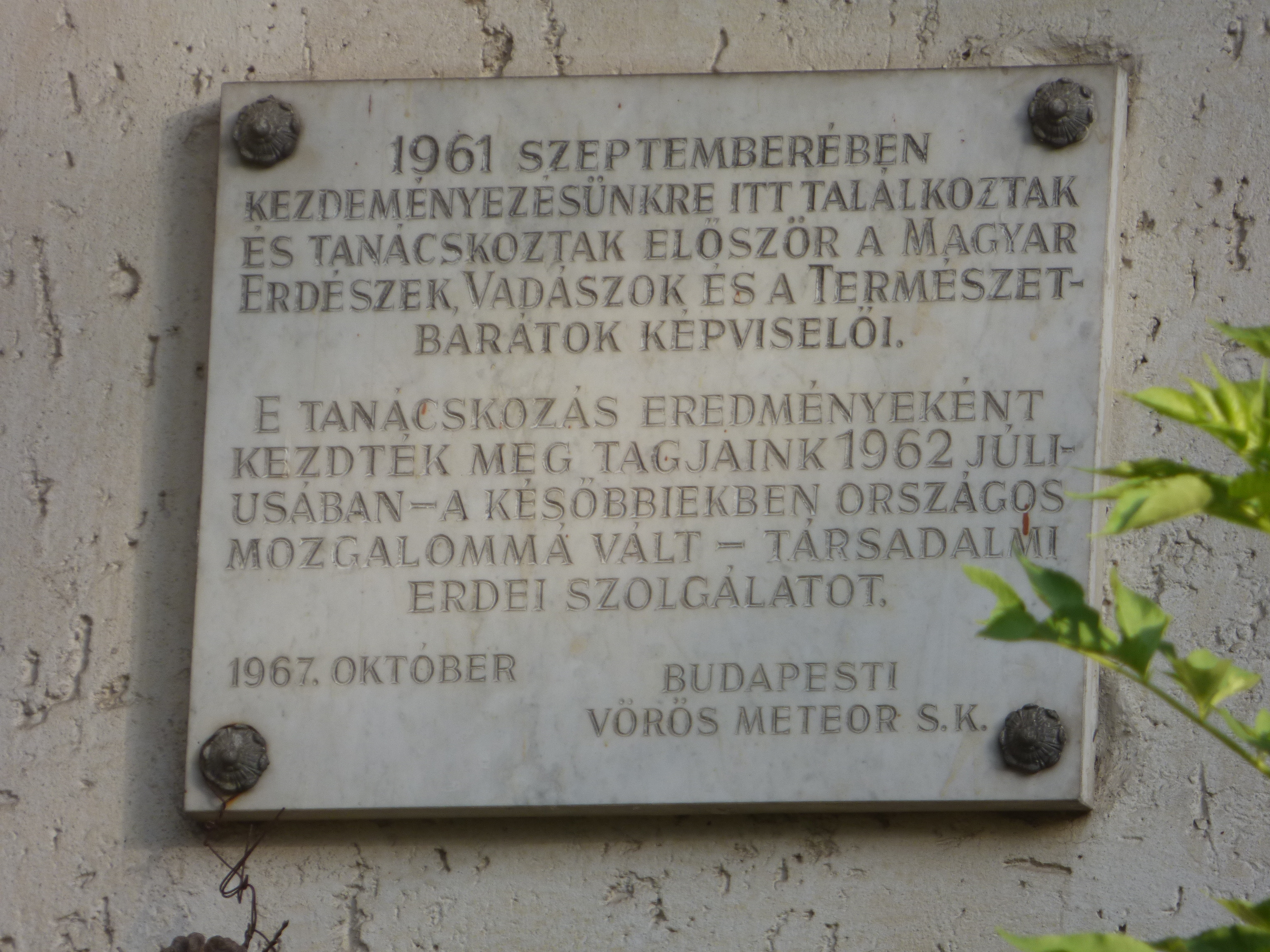
Emléktábla a lajosforrási turistaházon
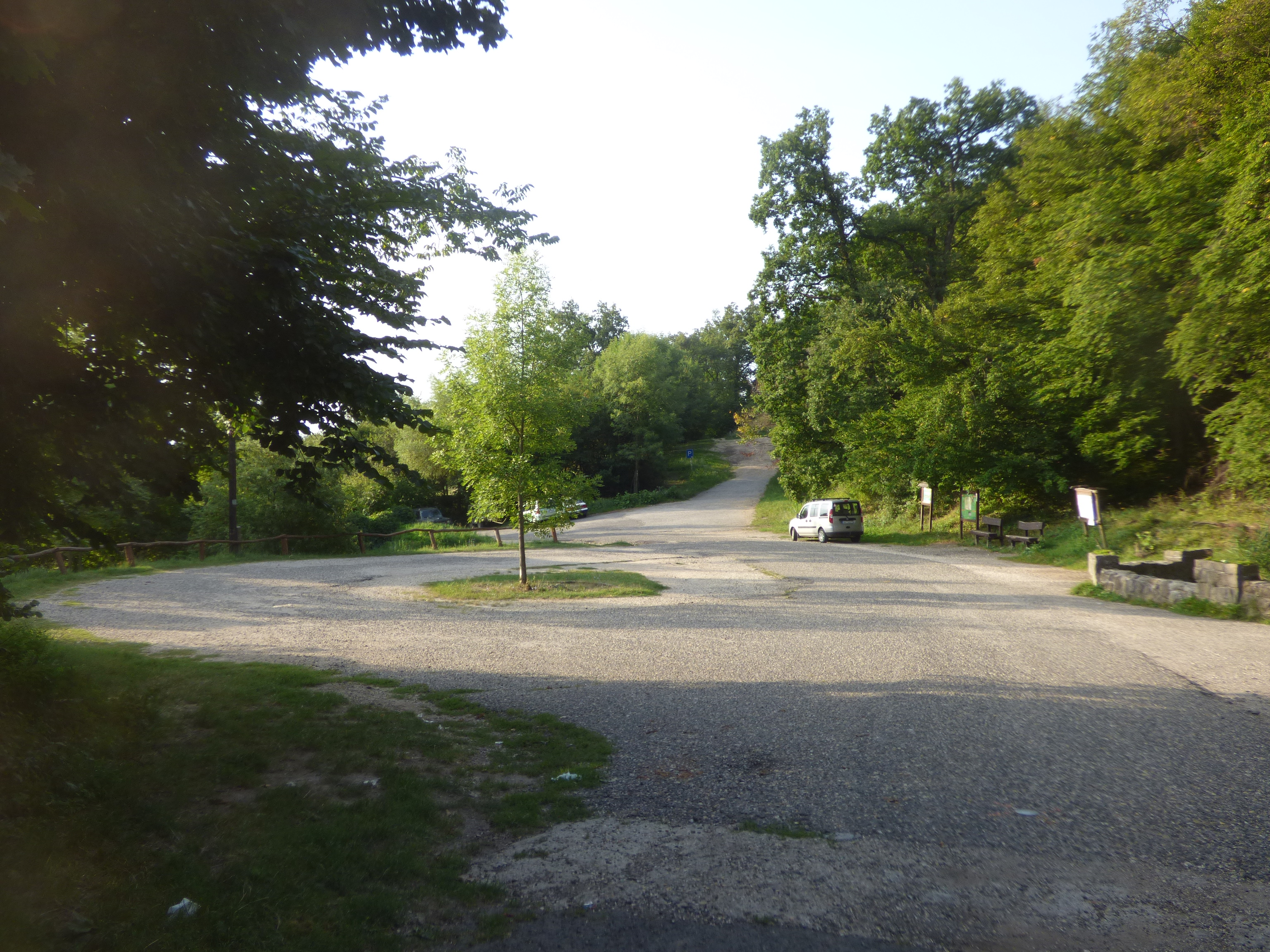
A lajosforrási buszforduló kora reggeli fényben